# 율리안 바이글
율리안 바이글(독일어: Julian Weigl, 1995년 9월 8일 ~ )는 독일의 축구 선수로 포지션은 미드필더이다. 현재 보루시아 묀헨글라트바흐에서 활약하고 있다.

## 선수 경력
2014-15시즌이 끝나고 바이글은 보루시아 도르트문트와 2019년까지 계약을 체결했다.